# The vast key
The vast key is het derde studioalbum van de Brit Steve Dinsdale. Dinsdale werkte voor de derde keer los van zijn muziekgroep Radio Massacre International. Het album dat verscheen tijdens E-Day in Oirschot op 28 april 2012 bevat elektronische muziek uit de Berlijnse School.

## Musici
- Steve Dinsdale – synthesizers en elektronica

## Muziek
| Nr. | Titel                         | Duur  |
| --- | ----------------------------- | ----- |
| 1.  | The vast key (part 1- part 5) | 18:10 |
| 2.  | A galaxy of dust              | 20:43 |